# Malwarebytes AdwCleaner
Malwarebytes AdwCleaner（マルウェアバイト アドウェアクリーナー）とは、Microsoft Windowsのアドウェア、PUP/LPI、ブラウザハイジャッカーなどをスキャンして削除する非常駐型セキュリティソフト。Malwarebytes Corporationが買収して、開発している。
アドウェアや、Webブラウザのツールバーやスタートページを乗っ取るプログラムなどの不要なソフトウェアを検出してクリーンアップする。

## AdwCleanerとAvira
Avira製品に含まれるブラウザ拡張機能であるAvira Webguardは、PUP（潜在的に迷惑なプログラム）とみなされることの多いAsk.comツールバーを使用している。AdwCleaner はAsk.com ツールバーをPUPと識別し、これを除去するため、Avira Webguardは無効になる（ただし、通知領域の Avira アイコンによって再有効化できる）。